# Erkki Klemola
Erkki Olavi Klemola, född 13 juni 1910 i Helsingfors, död där 14 mars 2006, var en finländsk läkare.
Klemola blev medicine och kirurgie doktor 1942. Han blev 1946 docent i invärtes medicin vid Helsingfors universitet och var 1954–1975 överläkare vid Aurora sjukhus i Helsingfors medicinska avdelning.
Klemola forskade om infektionssjukdomar, speciellt virussjukdomen mononukleos. Han förlänades professors titel 1960 och erhöll Matti Äyräpää-priset 1976.